# Syneilesis australis
Syneilesis australis là một loài thực vật có hoa trong họ Cúc. Loài này được Ling miêu tả khoa học đầu tiên năm 1937.